# Kohtla (stacja kolejowa)
Kohtla – towarowa stacja kolejowa w miejscowości Kohtla-Nõmme, w prowincji Virumaa Wschodnia, w Estonii. Położona jest na linii Tallinn - Narwa. 
Od stacji odchodzą bocznice do pobliskich kopalni łupków bitumicznych i zakładów je przerabiających.

## Historia
Stacja powstała w czasach carskich na Kolei Bałtyckiej. Nosiła wówczas nazwę Kochtiel (ros. Κохтель).
Do 16 grudnia 2014, gdy uruchomiono położony bliżej centrum wsi przystanek Kohtla-Nõmme, stacja obsługiwała również ruch pasażerski.

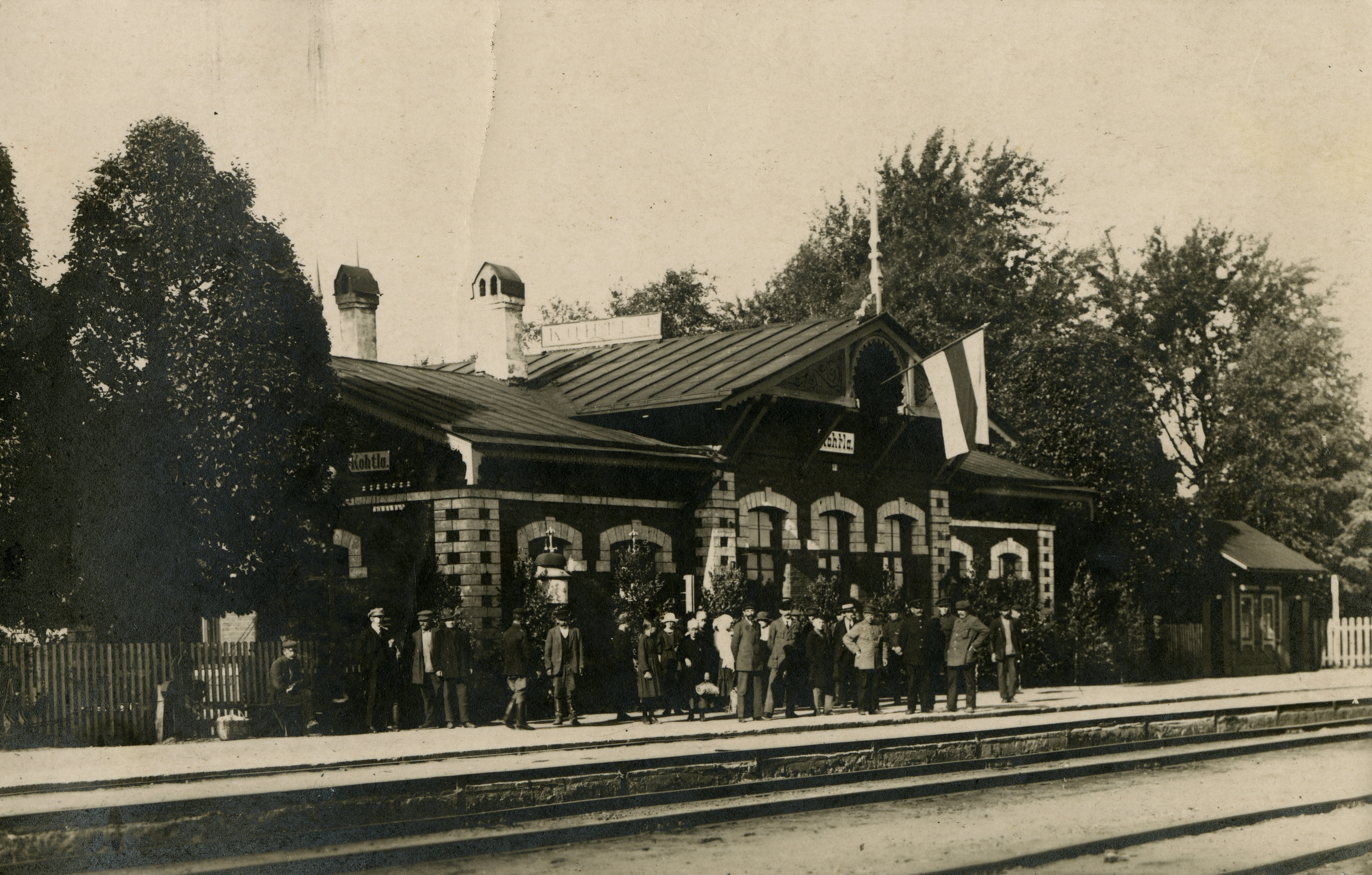
stacja w dwudziestoleciu międzywojennym